# Струмівка
Струмі́вка — село в Україні, у Луцькому районі Волинської області. Входить до складу Підгайцівської сільської громади. Населення становить 2000 осіб.
До 7 березня 2018 року село належало до Підгайцівської сільської ради.
До 2 світової війни - чеська колонія. Тодішня назва - Стромовка походить від чеського слова "стром" - високе дерево. Також Стромовка - це паркове передмістя Праги. 

## Пам'ятки археології
На території села відомі наступні пам'ятки археології:
- За 1,2 км на північний захід від села, на овальному в плані підвищенні серед заплави р. Сапалаївка діаметром 80×100 м і висотою до 3 м — поселення тшинецько-комарівської культури. Територія пам'ятки задернована. Речові матеріали зібрані у викидах з кротовин.
- За 1 км на північний захід від села, за 0 2 км на південний схід від вищезгаданої пам'ятки, на схилі лівого берега р. Сапалаївки висотою до 4 м над рівнем заплави — поселення періоду XII—XIII ст. площею близько 1 га. Уламки вінець і фрагменти стінок гончарних горщиків зібрані з території орного поля на захід від лінії електропередач.
- За 0,7 км на північний захід від села, на видовженому у плані останці серед заплави р. Сапалаївки розміром 100×150 м і висотою до 3 м — поселення періоду XII—XIII ст. Територія підвищення задернована. У викидах з кротовин знайдені уламки вінець і стінок гончарних горщиків. Окремі екземпляри орнаментовані нарізними прямими борозенками. Із східної сторони поселення проходить лінія електропередач.
- За 0,5 км на північ від села, на схилі лівого берега р. Сапалаївки висотою 4–5 м над рівнем заплави — поселення періоду XII—XIII ст. площею близько 1 га. З території орного поля підібрані уламки вінець і бочків гончарних горщиків.
- За 0,3 км на північний схід від села, поблизу мосту через греблю ставу, на схилі лівого берега р. Сапалаївки висотою до 5 м над рівнем заплави — поселення періоду XII—XIV ст. площею близько 1 га.
- На північно-східній околиці села, на схід від греблі ставу, за 0,2 км на північ від шосейної дороги сполученням Луцьк–Рівне, на схилі лівого берега Сапалаївки висотою 3–4 м над рівнем заплави — двошарове поселення тшинецько-комарівської культури і періоду ХІІ–ХІІІ ст. площею до 1 га. З територій присадибних ділянок зібрані уламки ліпної керміки доби бронзи і фрагменти гончарних горщикків давньоруського часу.
- За 0,5 км на схід від села, на північ від шосейної дороги Луцьк-Рівне, на схилі лівого берега Сапалаївки висотою близько 5 м над рівнем заплави — поселення періоду ХІІ–ХІІІ ст. площею до 2 га.

## Населення
Згідно з переписом УРСР 1989 року чисельність наявного населення села становила 586 осіб, з яких 275 чоловіків та 311 жінок.
За переписом населення України 2001 року в селі мешкало 660 осіб.

### Мова
Розподіл населення за рідною мовою за даними перепису 2001 року:
| Мова       | Відсоток |
| ---------- | -------- |
| українська | 97,92 %  |
| російська  | 2,08 %   |